# Kim Hirschovits
Kim Hirschovits (ur. 9 maja 1982 w Varkaus) – fiński hokeista, reprezentant Finlandii, trener.

## Kariera
- HIFK U16 (1996-1998)
- HIFK U18 (1998-2000)
- HIFK U20 (1999-2002)
- HIFK (2001-2006)
  -  KJT (2002)
  -  Chicago Steel (2002)
- Jokerit (2006-2008)
- HIFK (2008-2010)
- Timrå (2010-2011)
- HIFK (2011-2012)
- Torpedo Niżny Nowogród (2012)
- Luleå (2012-2013)
- Dynama Mińsk (2013)
- Blues (2013-2015)
- Kärpät (2015-2016)
- Espoo United (2016-2018)
- Kiekko-Espoo (2018-2019)

Wychowanek klubu Jäähonka. Wieloletni zawodnik HIFK w lidze fińskiej SM-liiga. Ponadto występował w szwedzkiej lidze Elitserien (w zespołach Timrå oraz Luleå) oraz w rosyjskiej KHL (w drużynie Torpedo z Rosji i Dynama Mińsk z Białorusi). Od czerwca 2013 zawodnik Blues. Kapitan drużyny w sezonie Liiga (2013/2014). W lutym 2014 przedłużył kontrakt o rok, a w listopadzie 2014 o dwa lata. Odszedł Espoo Blues z końcem listopada 2015 z uwagi na sytuację finansową klubu. Od początku grudnia 2015 zawodnik Kärpät. Od maja 2016 ponownie w Blues. Od czerwca 2016 był zawodnikiem nowego klubu, Espoo United. Odszedł z klubu po upadłości klubu w kwietniu 2018. W czerwcu 2018 został graczem Kiekko-Espoo. W połowie 2019 zakończył karierę zawodniczą.
W seniorskiej kadrze Finlandii występował w turniejach Euro Hockey Tour.
W 2018 został menedżerem sportowym w Kiekko-Espoo. W sezonie 2019/2020 był głównym trenerem tej drużyny w rozgrywkach Suomi-sarja. W maju 2021 został ponownie ogłoszony głównym trenerem w rozgrywkach Mestis.
Ma żonę i czwórkę dzieci.

## Sukcesy

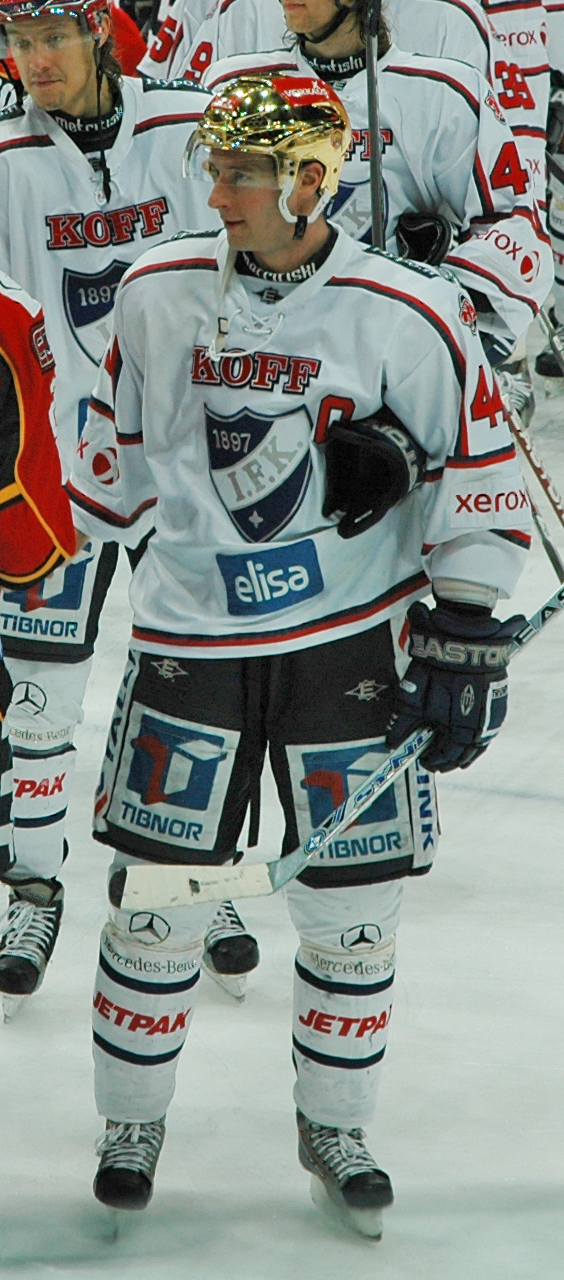
Kim Hirschovits w barwach HIFK (2009)

Reprezentacyjne
- Brązowy medal mistrzostw świata juniorów do lat 20: 2002

Klubowe
- Brązowy medal mistrzostw Finlandii: 2004 z HIFK, 2016 z Kärpät
- Srebrny medal mistrzostw Finlandii: 2007 z Jokeritem
- European Trophy: 2012 z Luleå
- Brązowy medal Mestis: 2017 z Espoo United

Indywidualne
- SM-liiga (2006/2007):
  - Najlepszy zawodnik miesiąca - wrzesień 2006
  - Trzecie miejsce w klasyfikacji asystentów w sezonie zasadniczym: 40 asyst[17]
  - Trzecie miejsce w klasyfikacji kanadyjskiej w sezonie zasadniczym: 59 punktów[18]
- SM-liiga (2008/2009):
  - Najlepszy zawodnik miesiąca - styczeń 2009
  - Pierwsze miejsce w klasyfikacji asystentów w sezonie zasadniczym: 48 asyst[19]
  - Pierwsze miejsce w klasyfikacji kanadyjskiej w sezonie zasadniczym: 66 punktów[20] (Trofeum Veliego-Pekki Ketoli)
- Liiga (2014/2015):
  - Pierwsze miejsce w klasyfikacji asystentów w sezonie zasadniczym: 45 asyst[21]
  - Pierwsze miejsce w klasyfikacji kanadyjskiej w sezonie zasadniczym: 58 punktów[22] (Trofeum Veliego-Pekki Ketoli)
  - Najlepszy zawodnik w sezonie zasadniczym (Trofeum Lassego Oksanena)
  - Kultainen kypärä (Złoty Kask) – najlepszy zawodnik (w głosowaniu graczy ligi)